# Tintagel (Arnold Bax)
Tintagel ist eine sinfonische Dichtung des Komponisten Arnold Bax. Es ist sein bekanntestes Werk, und für eine Zeit lang das einzige, durch die der Komponist den Konzertgängern bekannt war. Das Stück wurde inspiriert durch den Besuch des Tintagel Castle in Cornwall, welches Bax 1917 besuchte und nimmt, obgleich nicht explizit programmatisch, Bezug auf die Historie und die Mythologie, die die Burg umgibt.

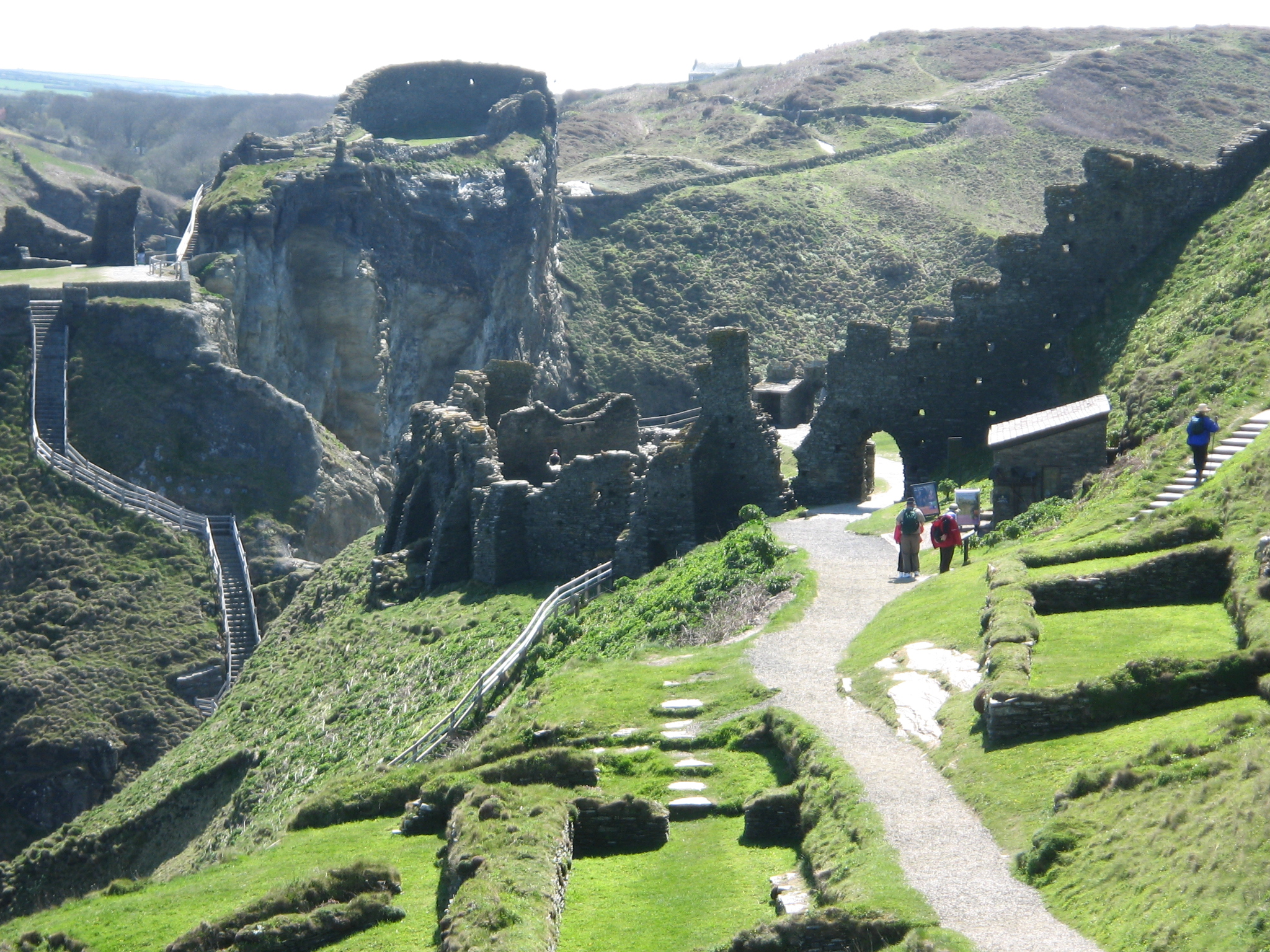
Tintagel Castle

## Entstehungsgeschichte
Während des späten Sommers 1917 verbrachte Bax zusammen mit der Pianistin Harriet Cohen, mit der er eine leidenschaftliche Liebesaffäre hatte, sechs Wochen in Cornwall. Sie besuchten das Tintagel Castle, was den Komponisten dazu inspirierte, eine sinfonische Dichtung zu schreiben. Das Stück wurde während des Oktobers 1917 voll ausskizziert und von dieser Zeit bis zum Januar 1919 orchestriert. Gewidmet ist es Cohen.
In einem Programmhinweis, geschrieben 1922, gab Bax an, „dass das Stück nur im weitesten Sinne Programmmusik ist“. Er zielte darauf ab, so sagte er, einen Eindruck der Klippen, des Tintagel Castles und der See „an einem sonnigen, aber nicht windstillen Tage“ zu geben sowie die literarischen und traditionellen Assoziationen mit dieser Szenerie zu reflektieren.
Tintagel wurde am 20. Oktober 1921 in Bournemouth mit dem Bournemouth Municipal Orchestra unter Dan Godfrey uraufgeführt. The Musical Times berichtete:

„Am 20. Oktober war das Interesse vor allem ausgerichtet auf [...] die erste Aufführung einer neuen Komposition von Arnold Bax, betitelt Tintagel. Sie wurde sehr erfolgreich aufgeführt, Mr. Bax war der Empfänger eines aufrichtigen Ausbruches von Beifall. Die reichlichen schönen Passagen in seiner Partitur und die poetische Qualität der Musik sind überall veranschaulicht. Einer bemerkte indes, dass ein besseres strukturelles Gleichgewicht hätte erzielt werden können und ein schärferer Sinn für den Höhepunkt die tief empfundene Handschrift verbessert hätte. Mr. Godfreys Umgang mit der komplizierten Partitur war über jeden Zweifel erhaben.“

## Zur Musik
Aus Bax' veröffentlichter Analyse:

„Die Musik öffnet sich nach einigen einleitenden Takten mit einem Thema, von den Blechbläsern verkündet, das als Darstellung der Burgruine gelten kann. [...] Das Thema wird zu einem weiten Höhepunkt ausgebaut und wird gefolgt von einer langen Melodie der Streicher, die die heiteren und fast endlosen Weiten der See nahelegen mag. Nach einer Weile beginnt sich eine eher unruhige Stimmung zu behaupten, als ob die See ansteigen würde.“

An diesem Punkt, schreibt Bax, suchte er um die Vermittlung eines Spannungsgefühls, um die dramatischen Legenden von King Arthur und King Mark (Marke von Cornwall) herauf zu beschwören. „Man hört eine klagende chromatische Figur, die allmählich die Musik dominiert“. Hier zitiert Bax ein Thema aus Richard Wagners Tristan und Isolde (ein Werk, das in der Umgebung der Küste Cornwalls spielt). Dem folgt, was Bax „einen plötzlich absinkenden Höhepunkt“ nennt, gefolgt von einer Passage, beabsichtigt, um den Eindruck von „immensen Wellen, die langsam an Kraft gewinnen, bis sie sich an den unumstößlichen Felsen zerschmettern“ zu geben. Das Thema der See wird wiederholt und das Werk endet mit der Wiederkehr des Eingangsthemas „der Burg, noch immer der Sonne und dem Wind der Jahrhunderte trotzend.“
Die Aufführung dauert ungefähr 12–15 Minuten.

## Bedeutende Aufnahmen
Als die Musik von Bax mehr als ein Jahrzehnt nach seinem Tode in 1953 die Vernachlässigung erfuhr, war Tintagel das einzige seiner Werke, das sich einen festen Platz im Repertoire erhielt. Bis 2014 wurde das Stück 15 Male aufgenommen. Die früheste Aufnahme wurde für His Master’s Voice in 1928 gemacht, mit dem New York Symphony Orchestra unter Eugène Aynsley Goossens; es war die einzige zu Lebzeiten des Komponisten und die kürzeste Aufführung in Aufzeichnung mit 12 Minuten und 10 Sekunden. Der Penguin Guide to Recorded Classical Music nennt als maßgebende Referenzaufnahme die des LSO unter John Barbirolli, erstmals aufgelegt 1967; diese Aufnahme dauert 15 Minuten.